# سوار الطاقة

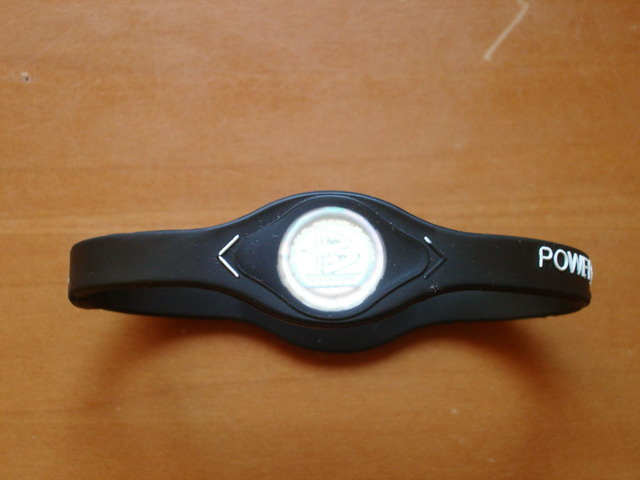
سوار الطاقة للمعصم

سوار الطاقة (بالإنجليزية: Power Balance)‏ هو سوار مطاطي يزعم صانعوه وبائعوه باستخدامه لتقنية الهولوغرام كي «يستجيب ويتفاعل مع مجال الطاقة الطبيعي للجسم» ويزيد من الأداء الرياضي. وجدت العديد من الدراسات المستقلة أنه غير فعال إطلاقا في تحسين الأداء الرياضي، وأُجبر المصنّع على سحب ادعائه في 2010. أنكر مصنعو باور بالانس في البداية أنهم قاموا بأية ادعاءات علمية أو طبية عن منتجاتهم، ولكن بعد حكم اللجنة الأسترالية للمنافسة وحماية المستهلك، اضطرت باور بلانس للاعتراف بادعاءاتها وسحبها. كانت الشركة بؤرة للنقد الكثيف، خاصة للدعاية الكاذبة. تم وصفها بأنها «خدعة تسويقية ناجحة جدا».
تم الترويج للمنتج عن طريق دعاية المشاهير المدفوعة بدلا من أبحاث علمية منشورة. أصبحت سوارات الطاقة موضة بين الرياضيين المحترفين في 2010.
في ديسمبر 2010، أجبرت اللجنة الأسترالية للمنافسة وحماية المستهلك، أجبرت باور بالانس أن تروج للعبارة التالية والتي تحتوي على اعتراف منهم أنهم «انخرطوا في سلوك مضلل»
«في إعلاناتنا قلنا أن سوارات باور بالانس للمعصم تحسن من قوتك واتزانك ومرونتك. نعترف أنه لم يكن هناك دليل علمي موثوق فيه يدعم ادعاءاتنا لذلك انخرطنا في سلوك مضلل في خرق لـ s52 من قانون ممارسة التجارة لعام 1974. إذا شعرت أنه تم تضليلك بإعلاناتنا، فنحن نعتذر بلا تحفظات ونعرض إعادة كاملة لأموالك.»
في يناير 2011، تم رفع قضية ضد الشركة للنصب، والدعاية الكاذبة والمنافسة غير العادلة والتربح غير المشروع. وافقت الشركة في سبتمبر 2011 على تسوية القضية. شروط التسوية أعطت الحق لمشتري الباور بالانس أن يستعيدوا نقودهم الـ30 دولارا بالإضافة إلى 5 دولارات مصارف شحن. جلسة الاستماع لإنهاء التسوية تم إلغاءها إثر تقدم الشركة لحماية الفصل الحادي عشر. في نوفمبر 2011، تقدمت الشركة بإعلان إفلاسها بعد أن عانت من خسائر إجمالها 9 ملايين دولارا ذاك العام.